# 里昂内号列车
里昂内号（法語：Le Lyonnais）是曾经运行于法国首都巴黎至该国东南部城市里昂间一班长途列车所使用的名称，由法国国家铁路在1968年至1981年间开行。其命名源自法国历史上曾经存在的一个行省里昂内，而后者则得名于里昂。列车自开行以来曾先后被纳入快速列车及全欧快车等类别，直至1981年停运。

## 历史
里昂内号最初是作为一个快速列车（Rapide）类别在1968年开行，其核心运行线路是巴黎-马赛铁路的巴黎里昂车站－里昂佩拉什车站区间，全长512公里。一年后，里昂内号被纳入全一等车厢等级的全欧快车（TEE）网络，列车在南行仅停靠第戎；北行实行一站直达，乘客前往第戎可改乘半小时后发车的西北风号。以下为列车在1971年的冬季时刻表：
| 13次 | 13次  | 停靠站 | 12次  | 12次 |
| 里程 | 时刻  | 停靠站 | 时刻  | 里程 |
| ---- | ----- | ------ | ----- | ---- |
| 0    | 12:15 | 巴黎   | 22:56 | 512  |
| 315  | 14:32 | 第戎   | ↑     | 197  |
| 512  | 16:00 | 里昂   | 19:15 | 0    |

1976年，里昂内号又被降级为搭载二等车厢的快速列车类别。至1981年，随着法國高速鐵路東南線建成通车，巴黎－里昂间的服务改由法国高速列车（TGV）运营，里昂内号就此成为历史。

## 机车车辆
里昂内号在开行初期主要使用法国国家铁路的四轴BB 9200型电力机车担当牵引任务，它适用于供电制式为1500伏直流电的电气化铁路。至1970年代，列车又改为使用新造的六轴CC 6500型电力机车。
当里昂内号在1969年升级为全欧快车后，其客车车厢采用西北风56（Mistral 56）式的DEV Inox型车厢，编组包括1节Ds型守车、1节A5ru型隔间座车、6节A8型开放座车和1节普尔曼车厢餐车。1971年，里昂内号的客车车厢又改用新造的西北风69（Mistral 69）式的DEV Inox型车厢，编组包括1节A4Dtux型守车、4节A8u型隔间座车、2节A8tu型开放座车、1节A3rtu型酒吧车和1节Vru型餐车。
此外，在里昂内号13年的运营生涯中，其餐车的服务均由国际卧铺车公司（简称）提供。

## 脚註
1. ↑  Werbeamt der DB 1971，第16頁.